# 琉球科律
琉球科律是琉球國第二尚氏王朝時期制定的刑法法典，這也是琉球歷史上第一部成文法。
根據《中山世譜》記載，琉球原先沒有一部成文法，而是按照各地成規的「內法」進行審判，因此判決往往有失公平，經常出現「事同刑異，輕重不均，難以剖決」的現象。有鑑於此，在1775年，三司官馬國器（與那原親方良矩）、馬宣哲（宮平親方良廷）、向邦鼎（湧川親方朝喬），以及攝政尚和（讀谷山王子朝恒）四人，聯名請求編纂一部成文法，獲得尚穆王的批准。向天廸（伊江親方朝慶）、馬克義（幸地親方良篤）被任命為編纂法律的奉行。1786年，編成第一部法律《琉球科律》，頒行於全國。
《琉球科律》共18卷103條，參照清朝的《大清律》、日本的刑法以及琉球的習慣法而編成。1831年，為補充其不足，制定了《新集科律》。1860年，琉球王府將《琉球科律》和《新集科律》中的要點拿出來制定了《法條》，向民眾宣傳，以防犯罪於未然。